# Iers referendum over het 36ste amendement

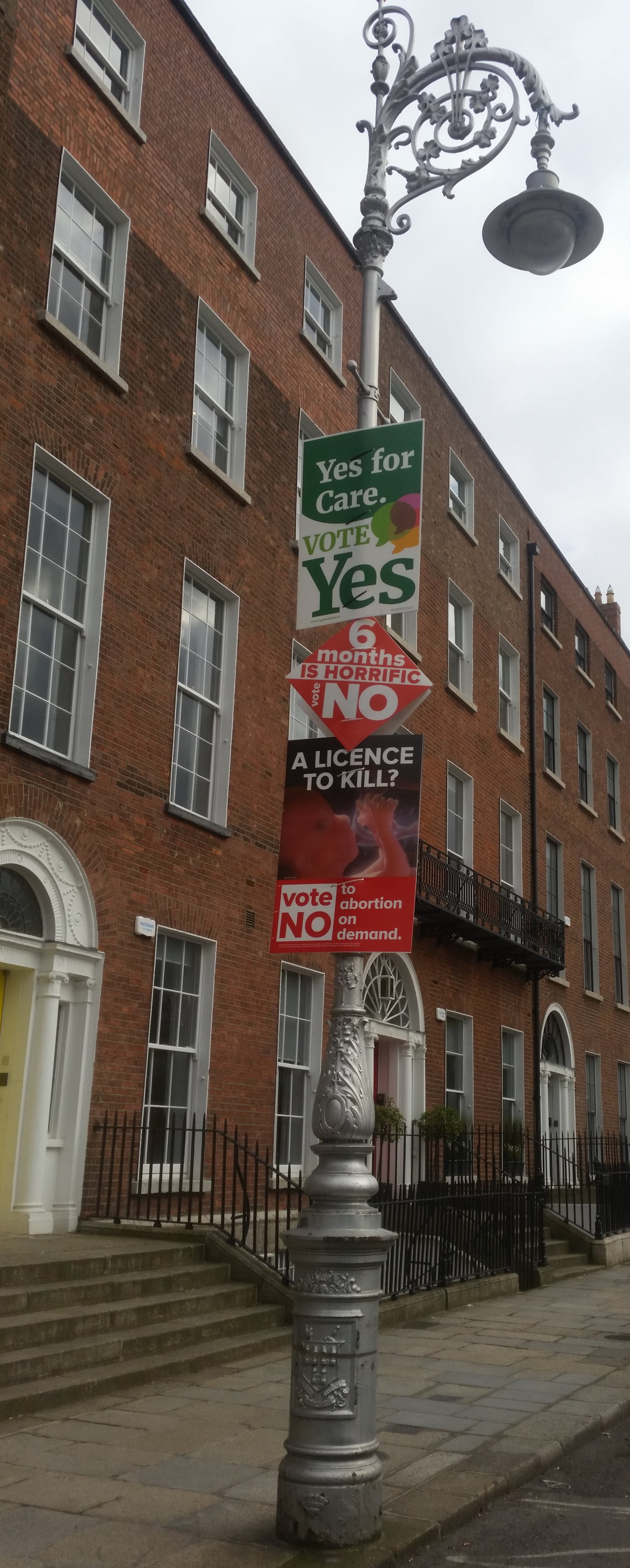
Campagneposters voor het referendum

Het referendum over het 36ste amendement op de Ierse Grondwet vond plaats op 25 mei 2018. De Ieren konden zich uitspreken voor of tegen het 36ste amendement op de Ierse Grondwet. Het was de zesde keer dat abortus in een referendum aan de orde wordt gesteld. Volgens de eerste exit poll van The Irish Times direct na het sluiten van de stembussen koos een overweldigende meerderheid, 68%, voor afschaffing van het achtste amendement en dus voor een legalisering.
De strekking van het 36ste amendement is de intrekking van het achtste amendement uit 1983 waarbij aan artikel 40 van de grondwet de bepaling werd toegevoegd dat de Ierse staat het recht op leven van het ongeboren kind erkent en alles zal doen om dat recht, rekening houdend met het gelijke recht op leven van de moeder, te beschermen. Feitelijk impliceert het achtste amendement een grondwettelijk verbod op abortus.

## Achtergrond
De Grondwet zoals die in 1937 werd aangenomen kende geen bepaling over abortus. Er bestond wel, nog uit de Britse tijd, een strafrechtelijk verbod uit 1861. Tegelijkertijd kende Ierland de mogelijkheid van grondwettelijke toetsing door het Hooggerechtshof waardoor een strafrechtelijk verbod op de verkoop van anti-conceptiemiddelen door het Hof deels buiten werking was gesteld omdat het in strijd was met de grondwettelijke bescherming van het gezin.
In 1981 werd in Ierland een pro-life-actiegroep gesticht, mede onder invloed van de uitspraak van het Amerikaanse Hooggerechtshof in Roe v. Wade, die ging ijveren voor het opnemen van een verbod op abortus in de grondwet.
Dat verbod kwam er met de aanname van het achtste amendement. Het amendement hield in dat er een artikellid werd toegevoegd aan artikel 40 van de grondwet dat in de Engelse versie luidt: The State acknowledges the right to life of the unborn and, with due regard to the equal right to life of the mother, guarantees in its laws to respect, and, as far as practicable, by its laws to defend and vindicate that right. In het Nederlands:  De Staat erkent het recht op leven van het ongeboren kind en, met erkenning van het gelijkwaardige recht op leven van de moeder, garandeert dat dit recht in de nationale wet zal worden gerespecteerd en beschermd voor zover dat mogelijk is. 
Het amendement werd in 1983 aangenomen en bevestigd in een referendum waarbij 66,9% van de kiezers het amendement steunde.

## Latere amendementen
Na 1983 is nog viermaal een amendement voorgesteld dat een nadere regeling met betrekking tot abortus inhield.
Het twaalfde amendement in 1992 bepaalde dat dreigende zelfmoord van de aanstaande moeder geen geldige reden zou zijn om een abortus toe te staan. Het amendement was een reactie op een uitspraak van het Hooggerechtshof in hetzelfde jaar dat een meisje van 14 jaar dat als gevolg van verkrachting zwanger was geworden abortus mocht laten plegen omdat haar eigen leven gevaar liep vanwege het risico dat zij zelfmoord zou plegen. Het amendement werd aangenomen door het parlement en werd op 25 november 1992 ter goedkeuring voorgelegd aan de bevolking in een referendum. Het werd met een duidelijke meerderheid, 65,35 ten 34,65 afgewezen.
Tegelijk met het twaalfde amendement kon de bevolking zich ook uitspreken over het dertiende- en veertiende amendement.
In het dertiende amendement werd voorgesteld om aan artikel 40 lid 3 sub 3 (de tekst die was opgenomen als gevolg van het achtste amendement) toe te voegen dat deze bepaling op geen enkele wijze het recht om vanuit de Staat te reizen naar een ander land zal beperken. Aanname zou impliceren dat het toegestaan was en bleef om als zwangere vrouw naar een ander land te reizen om daar een abortus te ondergaan. Dit amendement werd op 25 november 1992 aangenomen met een meerderheid van bijna 63% tegen 37%.
Het veertiende amendement, dat ook op 25 november 1992 ter goedkeuring voorlag, voegde aan artikel 40 lid 3 sub 3 toe dat het verbod op abortus niet betekende dat het verboden was om binnen de Staat informatie te verstrekken over de mogelijkheden om in een ander land een legale abortus te ondergaan. Het amendement werd goedgekeurd met een meerderheid van 60% tegen 40&.
In 2002 werd met het 25ste amendement opnieuw geprobeerd om de mogelijkheid van abortus bij dreigende zelfmoord onmogelijk te maken, maar, hoewel met een zeer krappe meerderheid, het voorstel sneuvelde ook de tweede keer.

## Het 36ste amendement
Het 36ste amendement impliceert de schrapping van artikel 40 lid 3 sub 3 van de grondwet, de bepaling die was toegevoegd door het achtste amendement en het dertiende en veertiende amendement. Daarvoor in de plaats komt dan als nieuwe tekst (in het Engels): Provisions may be made by law for the regulation of the termination of pregnancy.
Het amendement komt voort uit de instelling van de Citizens Assembly door het tweede kabinet van Enda Kenny in 2016. Deze volksvergadering werd ingesteld om aan het parlement voorstellen te doen voor verbeteringen op een beperkt aantal terreinen waaronder voorstellen om de grondwet aan te passen en referenda mogelijk op een andere wijze te organiseren.
Het eerste onderwerp dat de volksvergadering behandelde was abortus en het achtste amendement. De vergadering kwam uiteindelijk met een lijst van meer dan tien punten waarop de abortuswetgeving zou moeten worden aangepast. Dat zou enkel mogelijk zijn nadat de grondwet zou worden gewijzigd, waarbij in het bijzonder het achtste amendement zou moeten worden ingetrokken.
Het voorstel om het achtste amendement te schrappen werd overgenomen door de regering van inmiddels Taoiseach Leo Varadkar. De twee grootste partijen in het parlement Fine Gael en Fianna Fáil gaven hun parlementsleden een vrije keus. Zowel in de Dáil als in de Seanad werd het voorstel tot wijziging van de grondwet met ruime meerderheid aangenomen.

## Uitslag
De dag na het referendum werden de stemmen geteld. Gezien de duidelijke tendens in de exitpolls was de uitkomst geen verrassing meer.
| Stemgerechtigden | 3.367.556 |      |
| Geldige stemmen  | 2.153.613 |      |
| Voor             | 1.429.981 | 66,4 |
| Tegen            | 723.632   | 33,6 |
| Blanco           | 6.042     |      |
| Opkomst          | 64,1      |      |

Uitslag per kiesdistrict

In 39 van de 40 kiesdistricten was er een meerderheid voor afschaffen van het achtste amendement. Alleen in het meest noordelijke district, Donegal was er een krappe meerderheid tegen afschaffing.

## Reacties
De Taoiseach toonde zich zeer tevreden met de uitslag. Varadkar zei verder dat de wetgeving om abortus te regelen nog dit jaar in de Dáil aanhangig zal worden gemaakt.